# Berscheid
Berscheid là một xã ở huyện Bitburg-Prüm, trong bang Rheinland-Pfalz, phía tây nước Đức. Xã Berscheid có diện tích 7,49 km², dân số thời điểm ngày 30 tháng 6 năm 2006 là 66 người.